# Ricardo (azienda)
La Ricardo plc è un’azienda britannica quotata in borsa che prende il nome dal suo fondatore, Sir Harry Ricardo, che originariamente l’aveva registrata con il nome di Engine Patents Ltd nel 1915. Fin dal 1919 la sede è a Shoreham-by-Sea nel West Sussex. La Ricardo sviluppa motori, trasmissioni e altri componenti meccanici, sistemi di trasporto intelligente e sistemi per veicoli ibridi ed elettrici. Le aziende servite sono nel campo del trasporto, della difesa e dell’energia pulita.

## Storia
Nata l’8 febbraio 1915 come Engine Patents Ltd e ufficialmente registrata il 10 agosto dello stesso anno, la società oggi conosciuta come Ricardo plc è stata fondata da Harry Ricardo, un ingegnere britannico.
Il suo primo grande successo fu la progettazione di un motore che migliorò le prestazioni dei carri armati utilizzati nel corso della prima guerra mondiale. Il progetto prevedeva l’utilizzo di una serie di nuove tecnologie per incrementare l’efficienza dei carri e ridurre le emissioni di fumo dagli scarichi, che ne rivelava la posizione sul campo di battaglia. Utilizzato per una vasta gamma di applicazioni, da locomotori ferroviari a generatori di corrente elettrica, questo motore si rivelò il più potente e affidabile a disposizione degli alleati. Con circa 8000 unità costruite, diventò il primo motore a combustione interna prodotto in massa nel Regno Unito. Il ricavato di questo successo iniziale permise a Harry Ricardo di avere le risorse necessarie per acquistare nel 1919 il terreno sul quale sorge l’attuale sede della azienda, a Shoreham.
A differenza di molte altre aziende del periodo, la Ricardo si concentrò fin dall’inizio sulla creazione di nuove tecnologie e innovazioni, piuttosto che occuparsi della produzione diretta di motori o veicoli. Le tecnologie sviluppate dalla Ricardo hanno portato ad esempio allo sviluppo di nuovi carburanti di qualità superiore, più efficienti e performanti.
Nel corso degli anni la società si è ampliata notevolmente e oggi opera in diversi continenti e settori, rimanendo sempre fedele a un’etica di eccellenza nell'ingegneria e nell'innovazione tecnologica sostenibile.